# Reazione di accoppiamento di Fukuyama
In chimica organica la reazione di accoppiamento di Fukuyama è una reazione di accoppiamento tra un tioestere e un alogenuro di un composto organo-zinco catalizzata dall'azione del palladio, avente come prodotto di reazione un chetone. Questa reazione, sviluppata da Tohru Fukuyama e il suo team di ricerca nel 1998, ha tra i suoi vantaggi quello di avere una elevata chemoselettività, condizioni di reazione piuttosto miti e il fatto di necessitare di reagenti a bassa tossicità.
Un altro vantaggio dell'utilizzo di questo metodo consiste nel fatto che la reazione si ferma alla creazione del chetone e non procede a formare un alcol terziario. In aggiunta, data la loro bassa reattività con reagenti organo-zinco, questa reazione tollera una vasta gamma di gruppi funzionali quali chetoni, acetati, solfuri, bromuri aromatici, cloruri e aldeidi.

La reazione di accoppiamento di Fukuyama originale, sviluppata nel 1998.

## Meccanismo di reazione
La reazione ha inizio con un'addizione ossidativa del tioestere, a cui segue una transmetallazione dal composto organo-zinco. Infine, come terzo passaggio, si ha una eliminazione riduttiva che porta al prodotto accoppiato, il chetone.
- Addizione ossidativa:
{\displaystyle {\ce {{R-C(O)-SEt}+ Pd^0 -> RC(O)-Pd^{II}-SEt}}}
- Transmetallazione:
{\displaystyle {\ce {{RC(O)-Pd^{II}-SEt}+R'ZnI->{RC(O)-Pd^{II}-R'}+EtSZnI}}}
- Eliminazione riduttiva:
{\displaystyle {\ce {RC(O)-Pd^{II}-R' -> {RC(O)-R'}+ Pd^0}}}

## Applicazione
Tra i vari esempi di applicazione di questa reazione di accoppiamento si può citare quello in cui essa è stata utilizzata, nella sua versione interrotta, nella sintesi della biotina.
La reazione sopra riportata è preceduta da una reazione di riduzione di Fukuyama, ad essa concettualmente collegata.